# Resultados da Maratona de Paris 2011
Este artigo relaciona os atletas com os melhores resultados obtidos na trigésima quinta edição da Maratona de Paris disputada em 10 de abril de 2011, com largada na Avenue des Champs-Élysées.

## Resultados

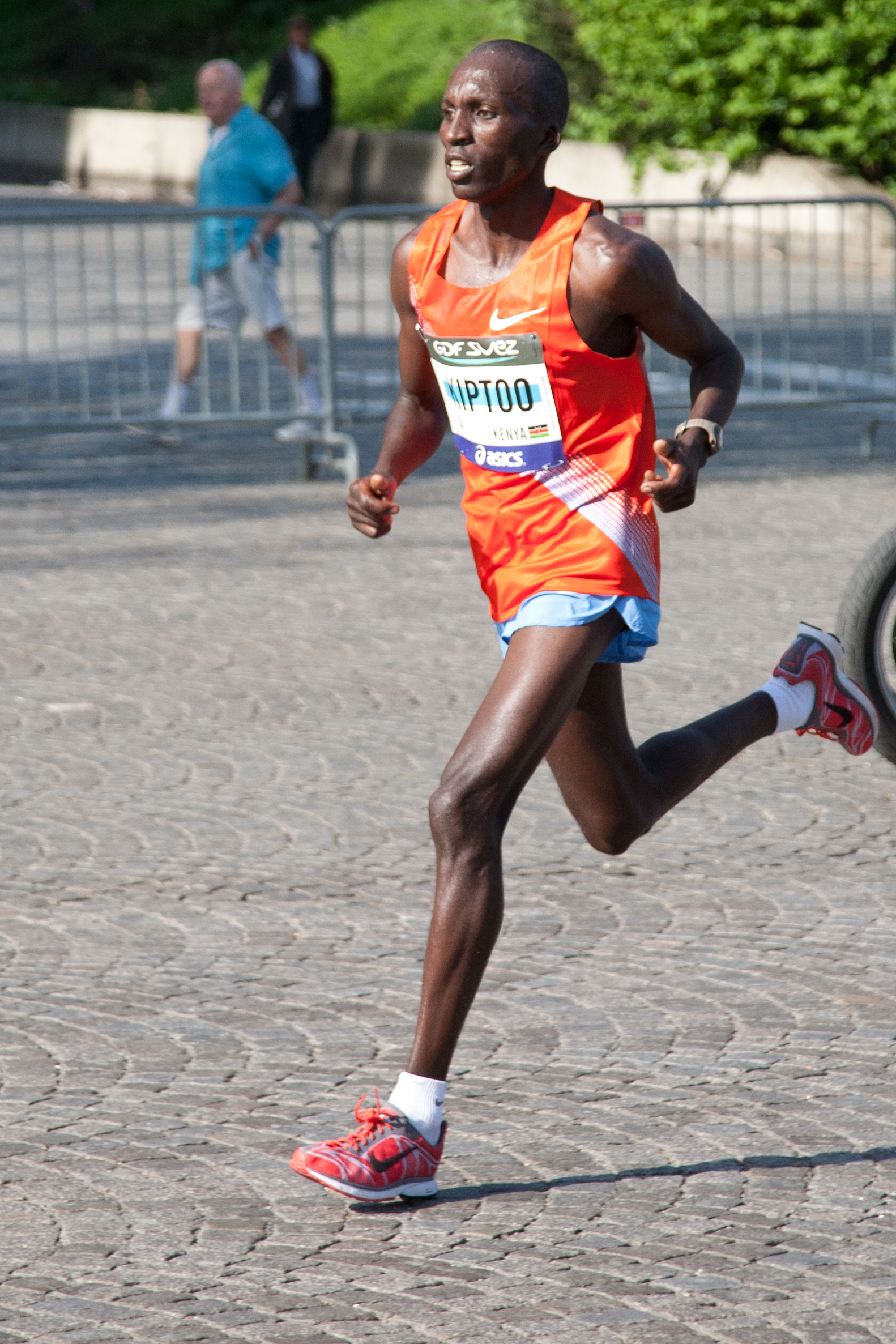
Benjamin Kiptoo corredor keniano vencedor da Maratona de Paris 2011.

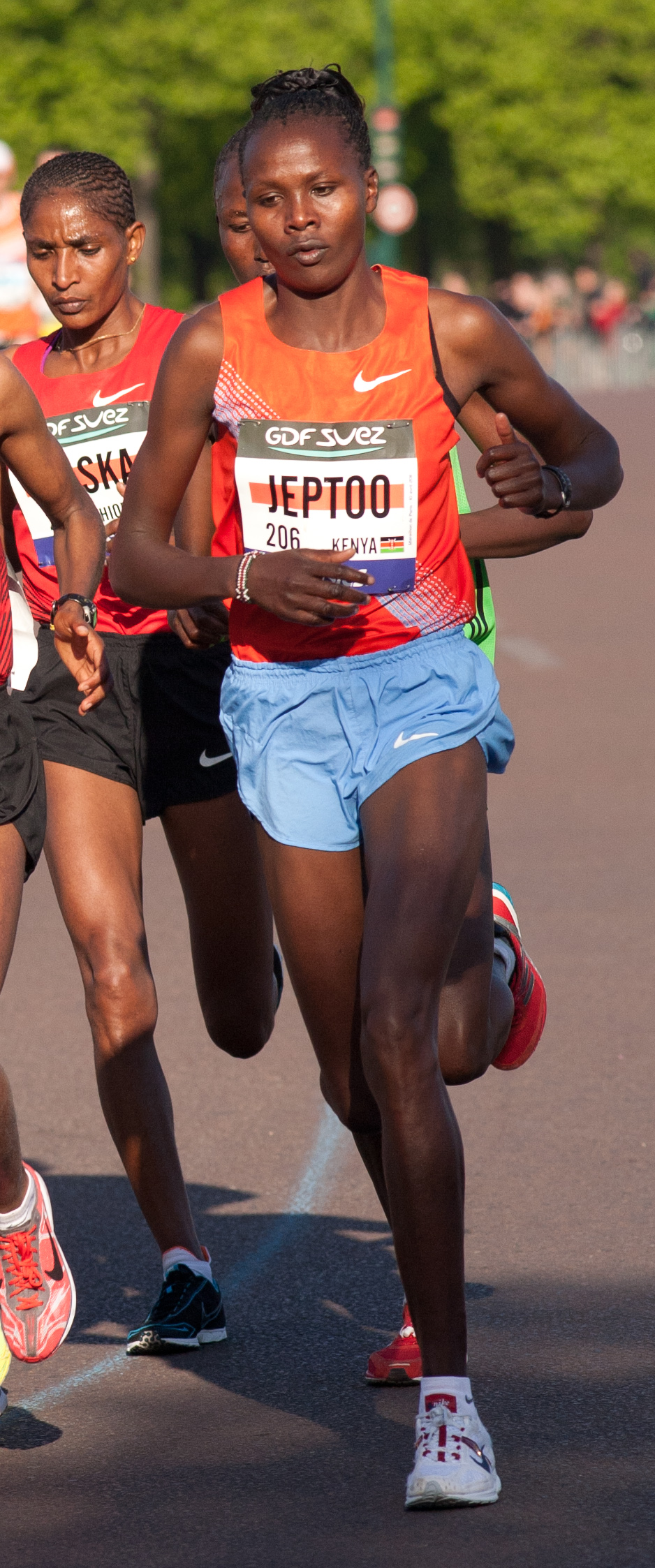
Priscah Jeptoo do Kênia vencedora da versão feminina.

| Pos. | Atleta              | País    | Tempo   |
| ---- | ------------------- | ------- | ------- |
| 1    | Benjamin Kiptoo     | Quênia  | 2:06:29 |
| 2    | Bernard Kipyego     | Quênia  | 2:07:14 |
| 3    | Eshetu Wendimu      | Etiópia | 2:07:33 |
| 4    | Alfred Kering       | Quênia  | 2:07:41 |
| 5    | Assefa Girma        | Etiópia | 2:07:43 |
| 6    | Stephen Chebogut    | Quênia  | 2:08:02 |
| 7    | Henry Suguti        | Quênia  | 2:08:22 |
| 8    | Bettona Sahle Warga | Etiópia | 2:10:12 |
| 9    | Zembala Yigeze      | Etiópia | 2:10:38 |
| 10   | Abdelatif Meftah    | França  | 2:10:53 |

| Pos. | Atleta             | País    | Tempo   |
| ---- | ------------------ | ------- | ------- |
| 1    | Priscah Jeptoo     | Quênia  | 2:22:55 |
| 2    | Agnès Kiprop       | Quênia  | 2:24:43 |
| 3    | Koren Yal          | Etiópia | 2:26:57 |
| 4    | Eyerusalem Kuma    | Etiópia | 2:27:02 |
| 5    | Margarita Plaksina | Rússia  | 2:27:07 |
| 6    | Ashu Kasim         | Etiópia | 2:28:11 |
| 7    | Meseret Legese     | Etiópia | 2:29:09 |
| 8    | Gisaw Melkam       | Etiópia | 2:29:15 |
| 9    | Marina Kovaleva    | Rússia  | 2:31:11 |
| 10   | Alemnesh Eshetu    | Etiópia | 2:39:05 |